# Autotypi
En autotypi er en kliché til bogtryk, der i stedet for ensfarvede streger kan gengive tonværdier ved at opdele billedet i små punkter af varierende størrelse.

## Teknik
Ved fremstillingen af negativet til en autotypi belyses filmen gennem et gitter, et raster, der er anbragt i en nøje beregnet afstand foran filmen. Afhængigt af lysmængden bliver de sorte punkter større eller mindre i udbredelsen (filmen er en hård film, der ikke gengiver gråtoner, kun sort eller hvidt).
Gitteret er fremstillet af to glasplader med et antal linjer, der er ætset i glasset og fyldt med sort farve. Pladerne er limet sammen, så linjerne krydser hinanden i en ret vinkel. Rasterets finhed angives i linjer pr. cm (i England og USA i linjer pr. tomme). Et groft raster bruges til avistryk, et finere raster kræver glattere papir, men gengiver bedre fine detaljer. Begrebet er gået videre til billeder på laserprintere og andre moderne trykformer.
Metalpladen belyses som sædvanligt gennem det fremkaldte negativ og ætses som beskrevet under opslaget kliché.